# 锦鲤
锦鲤（学名：Cyprinus rubrofuscus haematopterus），是鲤鱼的變種，也是水池裡很常見的观赏魚。

## 培育历史
錦鲤最早出現在中國西晋时期的記載。到了17世纪，錦鲤開始在日本的新潟縣地區有規模的饲养。在水稻田内工作的农民发现有些鲤鱼有着较光亮的色彩，于是捕捉它们回家饲养（而通常这种具有亮丽色彩的鱼较容易被发现而被鸟类或其他捕食者吃掉）。许多的锦鲤色彩模式建立于19世纪，如著名的红白kohaku，但直到1914年当新潟锦鲤在东京展出并有一些作为礼物赠送给皇太子（後來的昭和天皇）後，外部世界才对锦鲤有所了解。之后，对锦鲤的饲养由日本传播到了世界各地。锦鲤现在可以在许多宠物商店买到。錦鯉魚最早原產於中國及東亞一帶，但於日本被大量利用交配技術繁殖改良。

## 外形特征
锦鲤由不同的色彩、图案和鱼鳞来区分。于1980年代培育成功，以其长而平滑的鳍而出名的蝴蝶锦鲤实际上是由锦鲤和亚洲鲤鱼杂交而成，并不是真正的锦鲤。
锦鲤的色彩包括一到三种颜色，其中包括：白、黄、橙、红、黑和蓝（一种由于鱼鳞下黑色所呈现的浅灰色阴影），颜色成无光或有光泽的。尽管图案有着无尽的变化，但最好的分辨图案是头顶的圆形小斑点和背部阶梯石状的图案。鱼鳞可能有也可能没有，或大或小或者有皱褶、如同“钻石”一般。

## 主要品種
- 大白（KOHAKU） - 錦鯉御三家，白身伴紅色重點
- 大正三色（TAISHO SANKE） - 錦鯉御三家，白底伴有紅和黑色斑紋
- 昭和三色（SHOWA SANKE） - 錦鯉御三家，黑底伴有紅和白色斑紋
- 寫類（UTSURIMONO） - 全黑，有紅、白和黃色斑點
- 別光（BEKKO） - 主要顏色為紅/橙/黃/白，伴有黑色斑點
- 衣（KOROMO） - 紅和白色並覆蓋有藍色或銀色
- 五色（GOSHIKI） - 大部分為黑色，伴有紅、白、棕和藍色重點
- 光無地（HIKARIMUJI）
- 光寫類（HIKARIUTSURI） - 兩種有光澤顏色
- 光模樣（HIKARIMOYO） - 兩色；一種無光，一種有光
- 丹頂（TANCHO） - 大部分為白色，頭頂有一塊紅色斑點
- 金銀鳞（KINGINRIN） - 銀色光亮
- 淺黃（ASAGI） - 背部淺藍，腹部為紅/橙，白邊藍色的鱗片　對錦鯉的起源
- 秋翠（SHUSUI） - 同上，但背部鱗片較大
- 孔雀（KUJAKU）
- 九紋龍（KUMONRYU）
- 變種鯉（KAWARIGOI）
- 逸品鯉（UNIQE KOI）
- 德國鯉（DOITSU）- 屬於歐洲鯉的一種變異個體，又名鏡鯉(Mirror carp或 Kagami goi)、德系鯉(German carp)、獨逸鯉(Doitsu goi)

## 饲养方法
普通鲤鱼是一种适应力强的鱼，锦鲤也保留这种特性。它们可以在小至鱼缸，大至户外池塘的任何地方饲养，它们很快会长到30公分长或者更大，所以使用传统的室内鱼缸还不如一个圆形的塑膠臉盆。锦鲤是冷水鱼类，所以在夏季比较炎热的地方养锦鲤的水深最好有半米或更深。

## 文化
錦鯉於中國的文字記載可以追溯到西晉朝代，其较早融入了中國人的生活，歷代有關於錦鯉的文學作品散見於唐詩、宋詞及元曲等。此外，2013年以后，锦鲤作为中国网络文化的一部分，成为了一个潮流用語，中国的年轻人也经常用“锦鲤”来代指“好运气”。